# Ottaviano Ottaviani
Ottaviano Ottaviani (Florença, ? – ?, possivelmente em 1410) foi um cardeal florentino da Igreja Católica.
Era tido como com "destreza e prudência singulares no tratamento dos assuntos públicos, mesmo os mais difíceis e intrigantes".
Foi criado cardeal-diácono pelo Papa Gregório XII no Consistório em 19 de setembro de 1408, mas se desconhece qual Igreja lhe foi atribuída.